# German Koetarba
German Vasiljevitsj Koetarba (Russisch: Герман Васильевич Кутарба) (Gagra (Abchazië), 10 september 1978) is een Russisch voetballer. Hij begon zijn carrière in 1991 bij Dinamo Gagra. Momenteel speelt Kutarba bij Dinamo Gagra.